# Rhône (tỉnh)
Rhône là một tỉnh của Pháp, thuộc vùng hành chính Auvergne-Rhône-Alpes, tỉnh lỵ Lyon và quận lỵ còn lại là Villefranche-sur-Saône.